# Kasparas
Kasparas ist ein litauischer männlicher Vorname.

## Herkunft und Bedeutung
Kaspars ist die litauische Form des Vornamens Kaspar.

## Namenstag
Namenstag in Litauen ist der 6. Januar.

## Namensträger
- Kasparas Adomaitis (* 1983), Politiker, seit 2020 Seimas-Mitglied